# Славянка (Шербакульский район)
Славянка — деревня в Шербакульском районе Омской области России. Входит в состав Славянского сельского поселения. Население 248 чел. (2010) .

## История
Основана в 1906 году. В 1928 г. село Славянка состояло из 108 хозяйств, основное население — украинцы. Центр Славянского сельсовета Борисовского района Омского округа Сибирского края .
В соответствии с Законом Омской области от 30 июля 2004 года № 548-ОЗ «О границах и статусе муниципальных образований Омской области» деревня вошла в состав образованного муниципального образования «Славянское сельское поселение». 

## Население
| 2010 |
| ---- |
| 248  |

Гендерный состав
По данным Всероссийской переписи населения 2010 года в гендерной структуре населения из 248 человек мужчин — 125, женщин — 123	(50,4 и 49,6 % соответственно)
Национальный состав
В 1928 г. основное население — украинцы.
Согласно результатам переписи 2002 года, в национальной структуре населения русские составляли 47 %, казахи	30 % от общей численности населения в 268 чел..

## Инфраструктура
Развитое сельское хозяйство. Личное подсобное хозяйство. 

## Транспорт
Подъезд к с. Славянка (идентификационный номер 52 ОП МЗ Н-301) длиной 3,30  км..
Просёлочные дороги.